# 김지연 (1984년)
김지연(1984년 4월 5일 ~ )은 대한민국의 KBS 아나운서이다.

## 학력
- 개포고등학교
- 이화여자대학교 심리학과

## 경력
- 2010년 : KBS 36기 공채 아나운서
- 2010년~2015년 : KBS대전방송총국 편성제작국 아나운서부
- 2015년 : KBS 홍보부

## 주요 진행 프로
- TV 매거진 비빔밥 - KBS1
- 생방송 540 스튜디오 - KBS1
- 행복한 라디오 - KBS 2라디오
- KBS 뉴스 7 대전.충남 - KBS1
- KBS 뉴스 (930) 대전.충남 - KBS1
- KBS 뉴스광장 대전.충남 - KBS1
- TV이웃 다정다감 - KBS1
- 주부들이 만드는 사람 사는 세상을 위하여 - KBS 1라디오